# Saint-Paul-en-Pareds
Pour les articles homonymes, voir Saint-Paul et Pareds.
Saint-Paul-en-Pareds est une commune française située dans le département de la Vendée, en région Pays de la Loire.

## Géographie
Le territoire municipal de Saint-Paul-en-Pareds s'étend sur 1 229 hectares. L'altitude moyenne de la commune est de 124 mètres, avec des niveaux fluctuant entre 83 et 181 mètres,.
La commune se situe géographiquement sur le versant ouest de l'ancienne chaîne appelée la Gâtine vendéenne. Son territoire a à peu près la forme d'un triangle délimité à l'ouest par le Petit Lay et au sud par le ruisseau de la Proutière. À l'est, le schiste rencontre le granite aux alentours de la colline de l'Hublinière qui culmine à 181 mètres. En allant vers l'ouest, une petite plaine argileuse descend doucement jusqu'à 90 mètres à la Gelletière, au confluent des deux ruisseaux.
|           | Les Herbiers         |                                       |
|           | Saint-Paul-en-Pareds | Saint-Michel-Mont-Mercure (Sèvremont) |
| Mouchamps |                      | Le Boupère                            |

### Climat
Pour des articles plus généraux, voir Climat des Pays de la Loire et Climat de la Vendée.
En 2010, le climat de la commune est de type climat océanique altéré, selon une étude du CNRS s'appuyant sur une série de données couvrant la période 1971-2000. En 2020, Météo-France publie une typologie des climats de la France métropolitaine dans laquelle la commune est exposée à un climat océanique et est dans la région climatique  Bretagne orientale et méridionale, Pays nantais, Vendée, caractérisée par une faible pluviométrie en été et une bonne insolation. 
Pour la période 1971-2000, la température annuelle moyenne est de 11,6 °C, avec une amplitude thermique annuelle de 14,2 °C. Le cumul annuel moyen de précipitations est de 881 mm, avec 13 jours de précipitations en janvier et 6,6 jours en juillet. Pour la période 1991-2020, la température moyenne annuelle observée sur la station météorologique de Météo-France la plus proche, « St-Fulgent_sapc », sur la commune de Saint-Fulgent à 15 km à vol d'oiseau, est de 12,6 °C et le cumul annuel moyen de précipitations est de 815,9 mm,. Pour l'avenir, les paramètres climatiques de la commune estimés pour 2050 selon différents scénarios d'émission de gaz à effet de serre sont consultables sur un site dédié publié par Météo-France en novembre 2022.

## Urbanisme

### Typologie
Au 1er janvier 2024, Saint-Paul-en-Pareds est catégorisée bourg rural, selon la nouvelle grille communale de densité à sept niveaux définie par l'Insee en 2022.
Elle est située hors unité urbaine. Par ailleurs la commune fait partie de l'aire d'attraction des Herbiers, dont elle est une commune de la couronne,. Cette aire, qui regroupe 15 communes, est catégorisée dans les aires de 50 000 à moins de 200 000 habitants,.

### Occupation des sols
L'occupation des sols de la commune, telle qu'elle ressort de la base de données européenne d’occupation biophysique des sols Corine Land Cover (CLC), est marquée par l'importance des territoires agricoles (93,2 % en 2018), en diminution par rapport à 1990 (96,5 %). La répartition détaillée en 2018 est la suivante : 
zones agricoles hétérogènes (43,6 %), terres arables (35,1 %), prairies (14,5 %), zones urbanisées (6,8 %). L'évolution de l’occupation des sols de la commune et de ses infrastructures peut être observée sur les différentes représentations cartographiques du territoire : la carte de Cassini (XVIIIe siècle), la carte d'état-major (1820-1866) et les cartes ou photos aériennes de l'IGN pour la période actuelle (1950 à aujourd'hui).

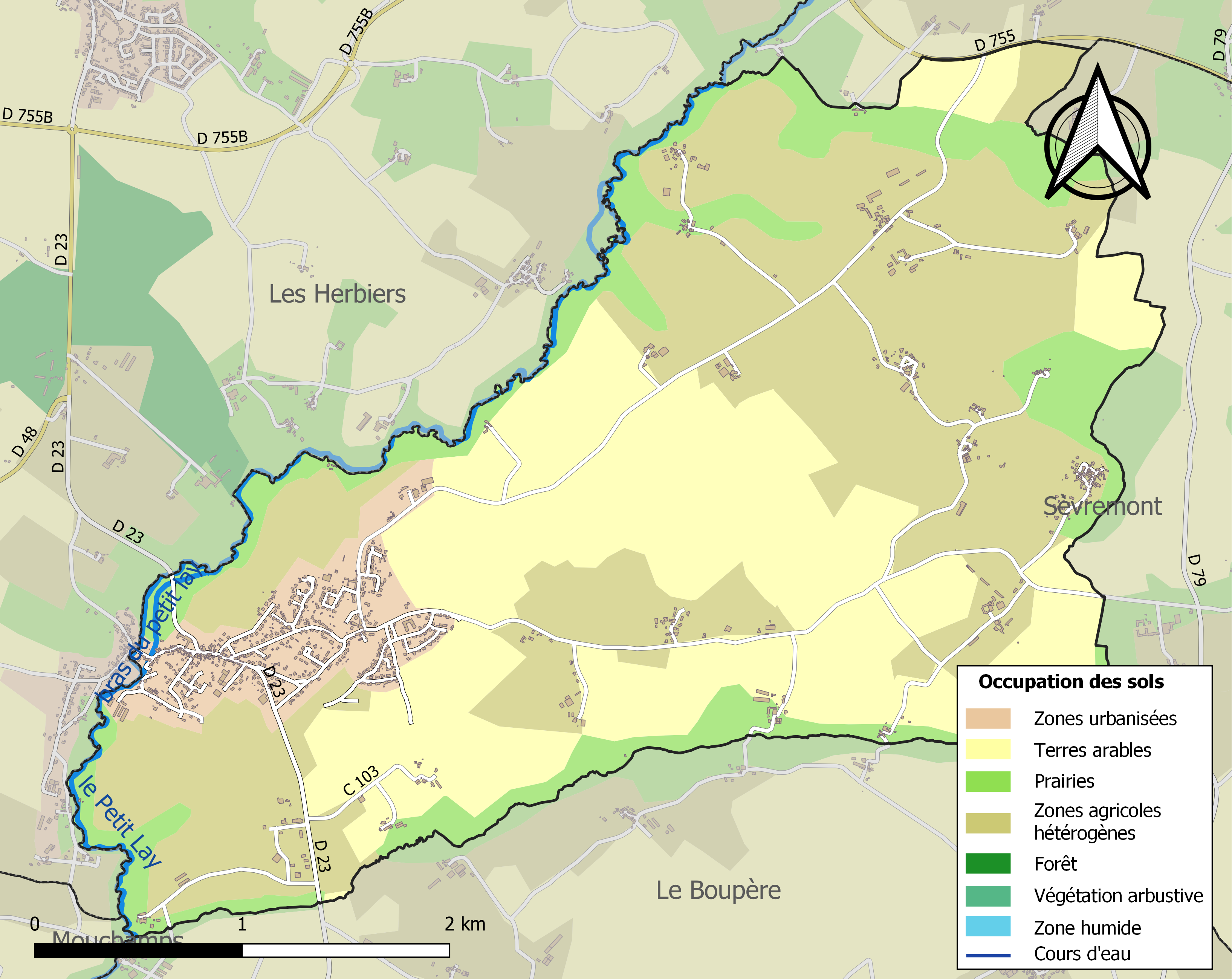
Carte des infrastructures et de l'occupation des sols de la commune en 2018 (CLC).

## Toponymie
Durant la Révolution, la commune porte le nom de Paul-en-Pareds puis La Regénérée après le passage des colonnes infernales.

## Histoire
Le premier document mentionnant le nom de Saint-Paul-en-Pareds date de 1179. Il concerne l'église. Le bourg se développe autour du château éloigné de près de 1 km de l’église paroissiale, particularité qui est à l'origine de la légende des farfadets, mais distance comblée aujourd'hui.
Ce château, l'un des plus importants de la région, commença à décliner dès le XIe siècle puis passa sous la dépendance des seigneurs de La Flocellière.
L'église prieurale puis paroissiale, jadis fondée par saint Martin de Vertou ou ses premiers disciples, dépendait de l'abbaye de Saint-Jouin-de-Marnes.
Les guerres de Religion épargnèrent relativement la commune mais l'église n'échappa pas au pillage et à l'incendie.
Pendant la Révolution française et la guerre de Vendée, la population se rangea unanimement du côté des insurgés. Elle en subit les conséquences sous la forme d'un massacre de 72 personnes dans la cour du château le 31 janvier 1794.
Saint-Paul-en-Pareds garde encore de beaux vestiges architecturaux et développe un tourisme vert avec la création de nombreux sentiers pédestres.

## Emblèmes

### Héraldique
| Blason | Blasonnement : Coupé : au premier, de sinople à la roue à aubes sur une rivière, accompagnée à dextre d'un moulin à vent et à senestre d'une gerbe de blé, le tout d'argent ; au second, de gueules au château de trois tours d'or posé sur une colline de sinople ; à la bordure componée de seize pièces de gueules au cœur vendéen d'or et d'azur à la fleur de lys d'or. |

### Devise
La devise de Saint-Paul-en-Pareds : Ense Et Aratro.

## Population et société

### Démographie

#### Évolution démographique
L'évolution du nombre d'habitants est connue à travers les recensements de la population effectués dans la commune depuis 1793. Pour les communes de moins de 10 000 habitants, une enquête de recensement portant sur toute la population est réalisée tous les cinq ans, les populations de référence des années intermédiaires étant quant à elles estimées par interpolation ou extrapolation. Pour la commune, le premier recensement exhaustif entrant dans le cadre du nouveau dispositif a été réalisé en 2005.

En 2022, la commune comptait 1 382 habitants, en évolution de +2,75 % par rapport à 2016 (Vendée : +5,33 %, France hors Mayotte : +2,11 %).
| 1793 | 1800 | 1806 | 1821 | 1831 | 1836 | 1841 | 1846 | 1851 |
| ---- | ---- | ---- | ---- | ---- | ---- | ---- | ---- | ---- |
| 800  | 602  | 617  | 831  | 758  | 774  | 731  | 746  | 770  |

| 1856 | 1861 | 1866 | 1872 | 1876 | 1881 | 1886 | 1891 | 1896 |
| ---- | ---- | ---- | ---- | ---- | ---- | ---- | ---- | ---- |
| 756  | 693  | 736  | 740  | 751  | 695  | 720  | 753  | 761  |

| 1901 | 1906 | 1911 | 1921 | 1926 | 1931 | 1936 | 1946 | 1954 |
| ---- | ---- | ---- | ---- | ---- | ---- | ---- | ---- | ---- |
| 790  | 761  | 740  | 627  | 636  | 658  | 683  | 649  | 685  |

| 1962 | 1968 | 1975 | 1982 | 1990 | 1999 | 2005  | 2006  | 2010  |
| ---- | ---- | ---- | ---- | ---- | ---- | ----- | ----- | ----- |
| 644  | 600  | 612  | 745  | 832  | 926  | 1 062 | 1 096 | 1 204 |

| 2015  | 2020  | 2022  | - | - | - | - | - | - |
| ----- | ----- | ----- | - | - | - | - | - | - |
| 1 337 | 1 324 | 1 382 | - | - | - | - | - | - |

#### Pyramide des âges
En 2018, le taux de personnes d'un âge inférieur à 30 ans s'élève à 35,9 %, soit au-dessus de la moyenne départementale (31,6 %). À l'inverse, le taux de personnes d'âge supérieur à 60 ans est de 21,4 % la même année, alors qu'il est de 31,0 % au niveau départemental.
En 2018, la commune comptait 658 hommes pour 674 femmes, soit un taux de 50,60 % de femmes, légèrement inférieur au taux départemental (51,16 %).
Les pyramides des âges de la commune et du département s'établissent comme suit.
| Hommes | Classe d’âge | Femmes |
| ------ | ------------ | ------ |
| 0,8    | 90 ou +      | 1,2    |
| 2,9    | 75-89 ans    | 6,1    |
| 16,2   | 60-74 ans    | 15,7   |
| 22,8   | 45-59 ans    | 19,6   |
| 21,4   | 30-44 ans    | 21,6   |
| 15,1   | 15-29 ans    | 12,5   |
| 20,8   | 0-14 ans     | 23,3   |

| Hommes | Classe d’âge | Femmes |
| ------ | ------------ | ------ |
| 0,8    | 90 ou +      | 2,2    |
| 8,7    | 75-89 ans    | 11,1   |
| 20,3   | 60-74 ans    | 21,3   |
| 20     | 45-59 ans    | 19,4   |
| 17,5   | 30-44 ans    | 16,8   |
| 15     | 15-29 ans    | 13,2   |
| 17,7   | 0-14 ans     | 16,1   |

## Lieux et monuments
La commune compte deux monuments historiques :
- l'église Saint-Paul datant en partie du XVe siècle. Elle a été inscrite par arrêté du 29 août 1984[22] ;
- le château des Noyers, édifié au XVe siècle, inscrit par arrêté du 26 octobre 1995[23].

Autres lieux et monuments :
- l'Acheneau, source réputée pour ses bienfaits et point de départ du sentier pédestre du Chevalier du Landreau ;
- la statue du monument aux morts, œuvre originale d'Yves Guiberteau dit Yves Ramoz, en souvenir de sa mère ;
- les logis anciens du Bois Rousseau et de la Barbère.

## Personnalités liées à la commune
- Auguste Billaud (1903-1970), chanoine et historien des guerres de Vendée français.